# Del mio meglio n. 2
Del mio meglio n. 2 è una raccolta della cantante italiana Mina, pubblicata nell'aprile del 1973 dalla PDU con distribuzione EMI Italiana.

## Descrizione
Secondo numero della serie di antologie, iniziata con Del mio meglio (aprile 1971); alla data dell'ultima pubblicazione (maggio 1987) conterà nove volumi. Un ulteriore CD bonus, Del mio meglio n. 10, Live, sarà inserito insieme a tutti gli altri rimasterizzati nel cofanetto in edizione a tiratura limitata e numerata del 2006, intitolato Ascoltami, guardami, denominato "Monster Box".
Nel 1997 i brani di questo e del precedente volume, saranno riuniti nella raccolta Minantologia.
Nel 2012 tutte queste raccolte sono state rimosse dalla discografia presente sul sito ufficiale della cantante.
Analogamente al primo volume della serie, la copertina è ancora un'originale creazione dei grafici Luciano Tallarini e Gianni Ronco. Si apre a croce greca in quattro parti (bianche sul verso) che contemporaneamente ospitano l'alloggio centrale per il disco che è libero e realizzano la sua copertura, una volta richiuse.
Le immagini sono tratte da servizi fotografici già pubblicati su settimanali come Bolero, Amica e Oggi.
Contiene 3 brani inediti, già distribuiti su 45 giri.
Arriva fino al 4º posto nella graduatoria settimanale degli album di maggior successo del 1973, alla fine dell'anno sarà il 20° per vendite, stimate intorno a 250 000 copie.

## Tracce
L'anno indicato è quello di pubblicazione dell'album d'appartenenza (di cui nasconde il link).
Lato A
1. Ballata d'autunno (Balada de otoño) – 5:40 (testo: Paolo Limiti – musica: Joan Manuel Serrat; edizioni musicali PDU) – 1972
2. Parole parole (feat. Alberto Lupo) – 3:55 (testo: Leo Chiosso, Giancarlo Del Re – musica: Gianni Ferrio; edizioni musicali Curci/Music Union) – 1972
3. Uomo – 3:55 (testo: Luigi Albertelli – musica: Enrico Riccardi; edizioni musicali PDU/Ritmi e canzoni) – Inedito su album
4. Fate piano – 3:50 (testo: Andrea Lo Vecchio – musica: Shel Shapiro; edizioni musicali PDU/Alfiere) – 1972
5. Grande, grande, grande – 3:57 (testo: Alberto Testa – musica: Tony Renis; edizioni musicali PDU/ItalCarisch) – 1971
6. Eccomi – 3:30 (testo: Dario Baldan Bembo – musica: Paolo Limiti; edizioni musicali PDU/Come il vento) – Inedito su album

Lato B
1. Someday (You'll Want Me to Want You) – 6:57 (Jimmie Hodges; edizioni musicali Decca Records) – 1972 dal vivo
2. Vorrei averti nonostante tutto – 4:36 (testo: Alberto Testa – musica: Virca[6], Danilo Vaona; edizioni musicali PDU/Fox) – 1972
3. Fiume azzurro – 3:58 (testo: Luigi Albertelli – musica: Enrico Riccardi; edizioni musicali PDU/Ritmi e canzoni) – 1972
4. Amor mio – 4:46 (testo: Mogol – musica: Lucio Battisti; edizioni musicali Acqua Azzurra/PDU) – 1971
5. La mente torna – 4:26 (testo: Mogol – musica: Lucio Battisti; edizioni musicali Acqua Azzurra/PDU) – Inedito su album

## Arrangiamenti e direzioni orchestrali
- Natale Massara: Ballata d'autunno, Uomo
- Gianni Ferrio: Parole parole e Someday (You want me to want you)
- Alberto Baldan Bembo Eccomi
- Gian Piero Reverberi Amor mio e La mente torna
- Pino Presti: Fate piano, Grande, grande, grande, Vorrei averti nonostante tutto, Fiume azzurro

Tecnici del suono: Nuccio Rinaldis, Antonio Manzi.